# イーウェルネス
株式会社イーウェルネスは、かつて存在した東京都で「キムラヤ」の屋号で展開するドラッグストアの運営、「プインプル化粧品」のブランドで展開する化粧品の製造販売、ECサイトへの出店によるインターネット通信販売事業を行う企業で、ヤマダホールディングスの完全子会社だった。
2005年7月28日に会社分割により株式会社キムラヤセレクトとなり、2007年9月26日にヤマダ電機（現・ヤマダホールディングス）のグループ会社となった。
2015年7月1日に会社分割（新旧分割）により株式会社ワイズセレクトとなり、2017年3月1日に当社と同じグループ会社で美容・健康事業を担っていた株式会社プインプルを吸収合併。2021年4月1日に現在の社名へ変更された。
2023年6月1日にヤマダデンキに吸収されて消滅した。キムラヤ店舗の営業とプインプル化粧品の製造販売はヤマダデンキにより継続されている。

## 展開店舗

### キムラヤ
2007年にヤマダ電機による買収を受けるまで「キムラヤ」の屋号でオーディオ、パソコン、ファッション、アパレル、スポーツ用品、輸入ブランド品、医薬品、化粧品、健康食品、飲料水などのディスカウントショップを、東京の新橋駅前にある本店をはじめとして首都圏を中心に展開していた。
ヤマダ電機による子会社化後は、店舗の整理（閉店もしくは「LABI」「テックランド」「テックサイト」に転換）・ヤマダポイントカード（LABIカード）導入など、ヤマダとの統合が急速に進められた。また、この買収は都市型店舗「LABI」の新橋への出店が目的といわれており、2007年12月に旧セレクト・イン キムラヤ新橋本店（しんばしほんてん）を転換した「キムラヤLABI新橋デジタル館」、2008年6月に「LABI新橋生活館（新築店舗・オープン当初からヤマダ電機直営）」がそれぞれ営業を開始した。2008年9月29日付で本社をLABI新橋生活館10階へ移転、その後群馬県高崎市のヤマダ電機本社内に再移転した。ヤマダデンキのインフラを生かし、ドラッグストア・家電小売・WEB事業を中心に新たなビジネスモデルの構築に傾注している。
2008年に最後にファッションを取り扱っていた吉祥寺店が閉鎖（2014年に復活するが、ドラッグストアとなりファッションの取り扱いはなし）、2014年に最後の家電店であった神保町店が閉鎖（ヤマダモバイルに転換）されたため、キムラヤの実店舗はドラッグストア業態に特化している。また、インターネット通信販売では家電、ファッションや医薬品を取り扱っている。

### ヤマダデンキ
キムラヤ店からヤマダ電機店へ転換した店舗は、2015年3月以降すべてヤマダ電機直営店（2020年10月からは株式会社ヤマダデンキの運営）となっている。旧セレクト・イン キムラヤ新橋本店から転換したLABI新橋デジタル館のみ、転換後もキムラヤセレクトによる運営であったが、2015年3月8日に近隣にあった白物家電を中心に扱うLABI新橋生活館が免税店「LABI アメニティー＆TAX FREE新橋銀座口店」としてリニューアルした為、白物家電もLABI新橋デジタル館に集約してLABI新橋（家電総合館）となり、運営もヤマダ電機に移管された。

### 店舗
各店舗の詳細は公式サイト「店舗一覧」を参照。
2024年6月2日を以て新橋日比谷口店と秋葉原店が閉店したため、2025年3月現在は神保町店のみ営業を続けている。
- ドラッグストア キムラヤ 神保町店 - ドラッグストア（プインプル化粧品取扱店）

### 閉店した店舗
- キムラヤ町田PART2店
- キムラヤ松山店 - 2007年3月31日閉店
- キムラヤ横浜西口店 - 2007年4月1日閉店
- キムラヤ博多ゲイツ店 - 2007年7月10日閉店。唯一、関東外の出店
- キムラヤ渋谷東口店 - 2007年7月25日閉店
- キムラヤ新宿店 - 2007年7月30日閉店
- セレクト・イン キムラヤ新橋本店 - 2007年12月6日、ヤマダ電機に転換（LABI新橋デジタル館）
- キムラヤサンストリート店（亀戸）- 2007年12月21日、ヤマダ電機に転換（テックランド亀戸店（サンストリート亀戸内））。
- キムラヤ新橋銀座口店 - 2007年12月31日閉店
- キムラヤ町田PART1店 - 2008年2月27日閉店
- キムラヤ田町店 - 2008年2月28日閉店、ヤマダ電機に転換（テックサイト田町店、ただし店舗運営は同じくヤマダ電機子会社である株式会社ダイクマが行っていた）
- キムラヤ新橋烏森口店 - 2008年1月11日に1階携帯ショップを除いて一度閉店。4月頃から期間限定で営業再開していたが、8月1日再閉店。
- キムラヤモレラ岐阜店 - 2008年8月17日閉店
- セレクト・イン キムラヤ 神保町店 - 2014年3月31日閉店、ヤマダモバイル神保町店に転換
- アルベレ川越モディ店 - 雑貨等の店舗。2008年1月18日閉店
- アルベレ戸塚モディ店 - 2008年1月25日閉店
- ナコモ川越モディ店 - 香水・輸入化粧品の店舗。2008年1月18日閉店
- ナコモ戸塚モディ店 - 2008年1月25日閉店
- LABI新橋デジタル館 - キムラヤ経営のLABI店舗。2015年3月8日閉店（LABI新橋生活館の「LABI アメニティー&TAX FREE新橋銀座口店」へのリニューアルに伴い、白物家電も扱うLABI新橋に転換しヤマダ電機に運営譲渡）
- ドラッグ・イン キムラヤ吉祥寺店 - 2015年6月14日閉店
- ドラッグストア キムラヤ 御茶ノ水店 - 2021年7月31日閉店
- ドラッグ・イン キムラヤ 新橋烏森口店 - 2021年8月31日閉店
- ドラッグ・イン キムラヤ 新橋日比谷口店 - 2024年6月2日閉店
- ドラッグ・イン キムラヤ 秋葉原店 - 2024年6月2日閉店

## 沿革

### 株式会社キムラヤ
- 1955年2月 - 東京･上野にて設立
- 1986年1月 - 東京・新橋駅烏森口に出店
- 2004年
  - 9月13日 - 東京地方裁判所に民事再生法の適用を申請し、経営破綻
  - 9月22日 - 東京地方裁判所が民事再生手続の開始を決定
- 2005年1月20日 - 不動産ファンドのアセット・マネジャーズと民事再生のスポンサー契約締結

### 株式会社キムラヤセレクト
- 2005年7月28日 - 設立。会社分割により旧キムラヤからキムラヤの営業を承継。民事再生手続が終結。
- 2007年9月26日 - アセット・マネジャーズ系のファンド（有限会社ノーブルライフ）が保有する株式94.25％をヤマダ電機（現・ヤマダホールディングス）に譲渡されたことで、同社の子会社となる。
- 2015年
  - 7月1日 - 会社分割により新会社「株式会社ワイズセレクト」にキムラヤの営業を承継。
  - 9月1日 - 親会社のヤマダ電機（現・ヤマダホールディングス）に吸収合併され解散。

### 株式会社ワイズセレクト→株式会社イーウェルネス
- 2015年
  - 7月1日 - 設立。会社分割により旧キムラヤセレクトからキムラヤの営業を承継。
  - 9月1日 - キムラヤセレクト解散により、ヤマダ電機（現・ヤマダホールディングス）の直接完全子会社となる。
- 2017年3月1日 - 株式会社プインプルを吸収合併。
- 2021年4月1日 - 株式会社イーウェルネスへ社名変更。
- 2023年6月1日 - 株式会社ヤマダデンキに吸収合併され、法人格消滅。

## 備考
数ある店舗の中でもお茶の水店は一際劣悪な環境の店として知られていた。天井裏が在庫置場となっていたため、脚立を立てて在庫の出し入れをしていたが、顧客にとっては常に店内の行き来を妨げる状態であった上に、荷物を不注意で落下させることが多く、客の頭上に落として怪我をさせることも少なくなく、一説には嘗て死亡事故を起こしたこともあると云われている。また、そのような在庫管理環境であったため、食品などが湿気により賞味期限前に腐ってしまっていることも多く、下痢止め薬を求める購買客が多かったという。顧客用はおろか、従業員用のトイレすら存在せず、従業員にとっても働きにくい店舗であったと云い、祖の苛立ちからくる従業員間のパワハラや職場イジメが後を絶たず、いわゆる「バックレ」で退職する従業員が特に多い店舗であったとされる。